# Kotasaari (ö i Norra Savolax, Varkaus, lat 62,55, long 27,77)
Kotasaari är en ö i Finland.   Den ligger i kommunen Leppävirta i den ekonomiska regionen  Varkaus ekonomiska region  och landskapet Norra Savolax, i den centrala delen av landet, 300 km nordost om huvudstaden Helsingfors.